# 22ª Squadriglia
La 22ª Squadriglia del Servizio Aeronautico del Regio Esercito dal marzo 1917 vola con aerei Savoia-Pomilio SP.3.

## Storia

### Prima guerra mondiale
La 22ª Squadriglia nasce nel febbraio 1917 al campo di aviazione di Arcade diventando operativa sui Savoia-Pomilio SP.3 dal 12 marzo all'aeroporto di Udine-Campoformido nel II Gruppo al comando del capitano Ercole Messi che dispone di altri 9 piloti e 3 soldati mitraglieri ed il 26 aprile riceve 3 osservatori.
Nell'ambito della decima battaglia dell'Isonzo dal 21 maggio opera per il VI Gruppo, e il 23 dello stesso mese prende parte all'attacco alle retrovie vicino a Jamiano ed il 25 maggio bombarda il Monte Santo di Gorizia.
Dopo la battaglia di Caporetto il 27 ottobre ripiega sull'aeroporto di Aviano ed alla fine di ottobre dispone di 9 aerei per 9 equipaggi con 10 piloti e 10 osservatori.
Il 31 ottobre va a Ghedi ed il 3 novembre torna al fronte sull'aeroporto di Istrana nel XII Gruppo) al comando del capitano osservatore Ettore Lodi
In dicembre dispone di 3 Savoia-Pomilio SP.4 e 4 SIA 7b ed alla fine dell'anno il comandante interinale tenente Luigi Volontè dispone di altri 4 piloti e 7 osservatori.
Nel 1917 svolge 236 voli di guerra ed il 1º gennaio 1918 disponeva di 5 piloti e 6 osservatori.
Il 1º febbraio opera per il II Corpo d'armata ed il 19 febbraio prende parte con un aereo al bombardamento della stazione di Grigno.
Alla fine di febbraio si sposta al campo di aviazione di Casoni di Mussolente ed a metà maggio torna ad Istrana con i SIA 7b, 6 piloti e 10 osservatori.
Il 24 maggio un aereo prende parte al bombardamento dell'aeroporto nemico di Feltre ed il 19 giugno, durante una missione di mitragliamento di camion, l'aereo del sergente Alfio Lepore e dell'osservatore Ettore Lodi abbatte un aereo sul Montello.
Il 24 giugno arriva l'ordine di non volare più con i SIA 7b versandone 8 ai depositi, continuando l'attività di volo con pochi Pomilio PE a disposizione, ed il 12 luglio il comando passò al capitano osservatore Ettore Faccenda.
Gli osservatori della squadriglia andavano in volo con i Royal Aircraft Factory R.E.8 del No. 34 Squadron RAF ed in estate la squadriglia passò completamente sui velivoli PE ricevendo anche dei SAML.
Dotato poi di 7 PE ricevette anche degli Ansaldo S.V.A. ed alla fine del conflitto si trovava a Casoni, assegnata all'aeronautica della 4ª Armata con 4 PE operativi.
Nel 1918 la squadriglia svolse 195 voli di guerra e durante il conflitto un totale di 458 voli di guerra, 2 aerei abbattuti ed 8 morti. La 22ª Squadriglia sciolta il 6 febbraio 1919.

### Il dopo guerra
Dal 1º luglio 1928 la 22ª Squadriglia della Regia Aeronautica è nel XLIV Gruppo Bombardieri Diurno del 14º Stormo di stanza sull'aeroporto di Ferrara-San Luca sui Fiat B.R.1.
Il 10 maggio 1929 il 44º Gruppo si trasferì sull'aeroporto di Poggio Renatico sui velivoli Fiat B.R.2. Il 1º giugno 1931 è in forza nel XLV Gruppo ed alla metà di quel mese il Gruppo ritornò a Ferrara.

### Guerra d'Etiopia
Nel febbraio 1936 il personale della 22ª Squadriglia da bombardamento sbarcò a Mogadiscio nell'ambito della guerra d'Etiopia. Le operazioni di montaggio ed esercitazioni proseguirono fino ai primi di marzo. Il 9 marzo 1936 il reparto riceve l’ordine di trasferirsi sul campo d'aviazione di Lugh Ferrandi. Dal 12 marzo iniziò le operazioni belliche inquadrata nel XLV Gruppo del 7º Stormo.
Il 14 marzo successivo, nell'ambito della battaglia di Mai Ceu i suoi aerei sganciarono 3 bombe C500T con carica all'iprite su Uaresa, il 16 marzo una sulle cascate G. Doria ed il 19 marzo 2 su Allata.

### Africa Orientale Italiana
Anche dopo la proclamazione dell'Africa Orientale Italiana il 17 maggio 1936 sganciò 24 bombe da 40 kg al fosgene a Dunun, il 18 maggio 4 all'iprite su Uadarà, il 20 maggio 24 al fosgene su Uadarà, il 22 maggio 2 C500T su Dunun ed altre 8 volte fino al 27 giugno successivo.
Al 1º ottobre 1936 è in forza al XLV Gruppo autonomo di Mogadiscio (oggi Aeroporto Internazionale Aden Adde).

### Seconda guerra mondiale
Al 10 giugno 1940 era ad El-Adem nella base aerea Gamal Abd el-Nasser nel 45º Gruppo del 14º Stormo con 7 S.M.81.
Il 9 dicembre 1940, il Tenente Sergio Sartof muore in combattimento volando a bordo di un bombardiere Savoia-Marchetti S.M.79 sul quale vi erano anche il Sergente pilota Franco Martinato, il 1° Av. motorista Salvatore Bongiorno, il 1° Av. armiere Enrico Saggese ed il 1° Av. radiotelegrafista Barbieri.

### Annotazioni
1. ↑  Futuro Generale della Regia Aeronautica nella seconda guerra mondiale.
2. ↑  Che sarà comandante della Brigata aerea mista dell'Aviazione della Somalia italiana dal 4 agosto 1936

### Fonti
1. 1 2 3 4 5 6 7 8 9 10  Gentilli, Varriale 1999, pp. 142-144.
2. ↑  Fondo “Africa orientale italiana 1935-1938”, AM Ufficio Storico, pag. 177
3. 1 2  Ferrari 2004, p. 331.
4. ↑  Fondo “Africa orientale italiana 1935-1938”, AM Ufficio Storico, pag. 45